# 阿部典英
阿部 典英（あべ てんえい、1939年12月 - ）は日本の彫刻家。本名は阿部典英（あべ のりひで）。
北海道札幌市生まれ。疎開により同島牧村で少年期を過ごす。。北海学園大学経済学部卒業。元浅井学園大学（現在の北翔大学）教授。立体造形の作品を多数発表している。

## 来歴・人物
1939年札幌市生まれ。父親は島牧郡東島牧村（現島牧村）、母親は寿都郡寿都町出身。疎開により、幼年期を茅部郡森町・寿都郡黒松内町などで過ごした後、5歳の時東島牧の父方の祖父母の家に移り、中学時代まで育った。本人も「島牧に自分の原風景がある」と語る。北海道札幌東高等学校に入学、美術部に入部したが、部の顧問教師に阿部の抽象絵画が受け付けられず、退部した。友人に誘われて入部した書道部で前衛書家の加納守拙に出会い、芸術的な才能が開花した。高校時代の間、300枚の前衛的な書道作品を描いた。同級生には保阪正康が、後輩には樋口雅山房がいた。
1961年第16回行動展で絵画部門新人賞を受賞。翌年にはシェル美術展（東京）で二年連続の佳作賞を受賞するなど、衝撃的なデビューを果たした。この時代、米谷雄平らとともに前衛的な美術グループ展なども行っている。その後、レリーフ作品を手がけ、立体へと移行。様々な素材を使い、自由な発想による作品を発表した。
1980年代からは木彫作品も手がけ、「KI」シリーズでの黒鉛を塗ることで鈍い光を放つ独特のフォルムや、鮮やかな色彩に満ちたレリーフ状の作品群など、「オヨメサン」「ネエ ダンナサン」といった意表をついたタイトルとともに、斬新な作品を発表している。2007年には洞爺村国際彫刻ビエンナーレで小田襄賞を受賞している。
1996年北海道女子短期大学工芸美術科教授。2000年北海道浅井学園大学生涯学習システム学部教授・同生涯学習システム学部長。2006年退職。

## 代表作
- 「MOKUJIN」
- 「KI」
- 「オヨメサン」
- 「ネエ　ダンナサン」

## 受賞
- 1961年　行動展新人賞、第5回シェル美術佳作賞
- 1962年　第6回シェル美術佳作賞
- 1973年　集団「12稜空間」として北海道芸術新賞
- 1986年　TODAY作家集団として第1回道国際文化交流賞
- 1996年　木の造形・旭川大賞展優秀賞
- 2000年　札幌市民芸術賞
- 2007年　洞爺村国際彫刻ビエンナーレ 小田襄賞
- 2011年　北海道文化賞

## 著書
- 親子で楽しむデザイン技法（青娥書房、1981年）
- デザイン・絵画・造形表現技法基礎事典（富士書院、1988年）
- 海底―阿部典英素描集（其水堂金井印刷株式会社、2003年）